# 加納繁三郎
加納 繁三郎（かのう しげさぶろう、 生没年不詳）は、江戸幕府の幕臣。京都東町奉行所の与力で、幕末の京都の政局に一時携わった。

## 人物
朝廷と幕府の融和を図るため、将軍徳川家茂の正室に皇女の降嫁を乞う案を長野主膳や間部詮勝が考えた際、その候補として和宮を挙げたのが加納だったと言われている。安政5年（1858年）10月1日に左大臣近衛忠煕が京都所司代酒井忠義と前内大臣三条実万を自邸に招いて会談した時、近衛は「和宮降嫁が実現すれば、公武合体を天下に示すことができる」と加納から言われたと述べていた。
安政の大獄の際には、京都西町奉行所の与力・渡辺金三郎とともに長野主膳に協力して志士を捕縛し、情報も提供した。当時の京都東町奉行の岡部豊常は、容疑者逮捕に意欲的でなかったため、主膳は主に岡部配下の加納と接触していた。
安政6年（1859年）1月7日、幕府からの処分を恐れた前関白鷹司政通と右大臣鷹司輔煕は、加納の許に家臣を派遣して辞官や落飾について相談させた。京都所司代の酒井忠義は、大老井伊からの督促が厳しくなることを憂慮し、加納に鷹司父子に引退するよう勧めさせたため、両人はこれに従うことにした。

## 桜田門外の変の後
加納は、主膳に協力して多くの志士を捕縛したことで、彼らの恨みを買った。
井伊直弼が桜田門外の変で暗殺された後、渡辺金三郎は石部宿で暗殺され（江州石部事件）、梟首された京都粟田口の刑場には、渡辺とともに長野主膳、島田左近の「大逆謀に与し」、国を憂える者たちを罪に落としたと、立て札で名指しされた。
多田帯刀の首がさらされた場には板札が建てられ、そこには、多田が加納や島田左兵衛、長野主膳とともに奸計を働き、そのために憂国の士が「地を払うに至」ったと記されていた。
暗殺された賀川肇の自宅の壁にも、賀川の罪として加納や渡辺金三郎とともに始終申し合わせていたということが書き残されていた。
加納は後に江戸へ逃れて、富士見御宝蔵番となったと伝わる。